# Élève français en formation à l'École navale allemande

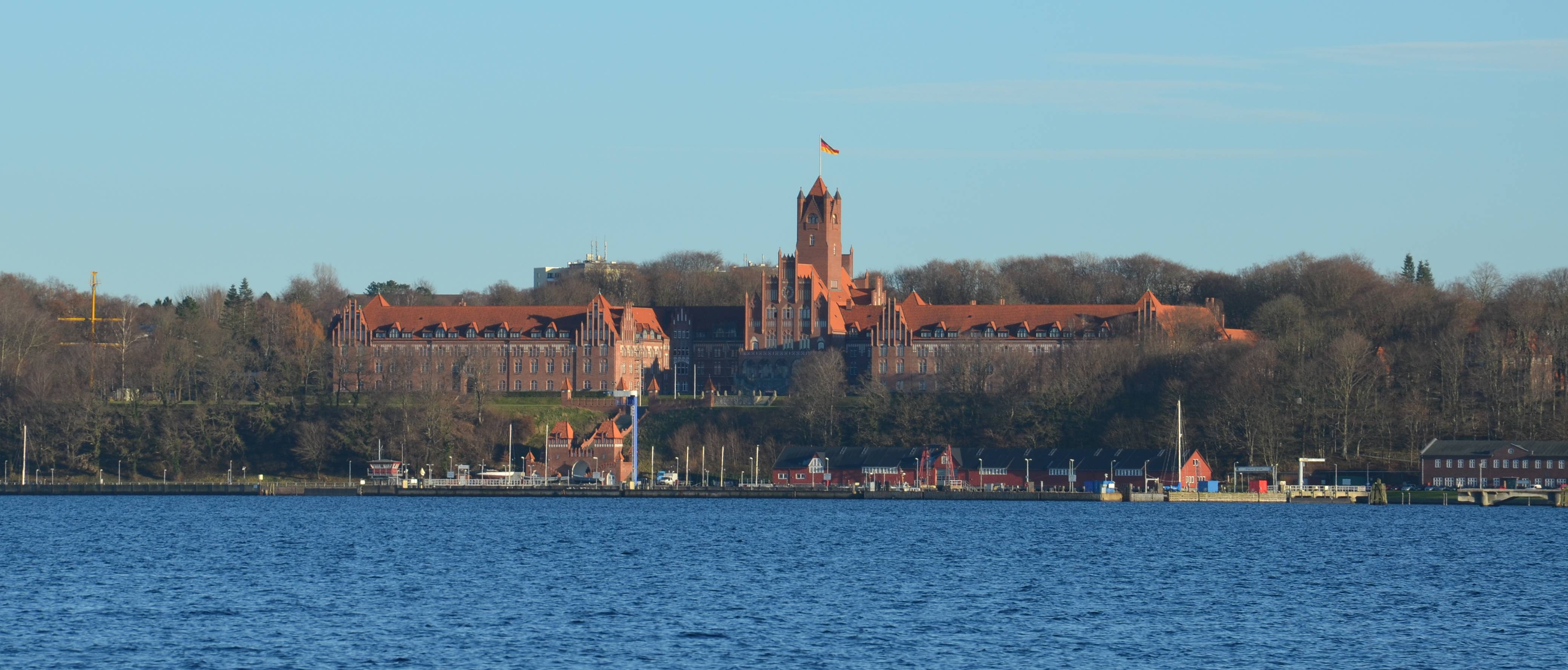
Bâtiments de l'Académie navale de Mürwik.

Élève français en formation à l'École navale allemande (EFENA) est le nom d’un programme d’échange entre la Marine nationale française et la Deutsche Marine allemande. Son principe est simple : chaque année depuis 1993, deux élèves officiers français partent cinq ans suivre leur formation d’officier en Allemagne, tandis que deux élèves officiers allemands effectuent leur formation en France.

## La sélection
(septembre 2022).
La sélection des EFENA s’effectue pour tout jeune entre 17 et 19 ans au début de l’année de candidature ayant un baccalauréat série S ou étant en classe de terminale série S.
Le futur EFENA doit tout d’abord retirer un dossier d’inscription à partir de décembre et le renvoyer avant mars. Après pré-sélection des dossiers, il est convoqué à Paris pour une série de tests basiques en Mathématiques, Histoire, Géographie, Français, et des tests psychologiques et de QI. Après cette sélection, il est convoqué à Brest pour les tests finaux : sport, allemand et surtout le « Jury », présidé par le commandant de l’École navale.

## La formation
La formation commence début juillet par cinq semaines de « formation fondamentale » (Grundausbildung), l'équivalent des « classes » françaises, à la Marineschule Mürwik (MSM), l’École Navale allemande, près de Flensbourg. C’est la période de la formation d’un soldat où l’on apprend les connaissances indispensables à tout soldat (marcher au pas, bivouaquer, tirer, faire son lit,…). Cette formation de base se termine par la Vereidigung, la prestation de serment des soldats allemands.
Pour la suite de la formation, d’août à décembre, la promotion est divisée en trois groupes qui tourneront entre trois modules de six semaines chacun :
- la Nautische Basis (formation nautique de base) à la MSM, où sont prodigués entre autres des cours de navigation et droit maritime
- l’embarquement sur le Gorch Fock II, voilier-école allemand de 85 m. C’est un des points forts de la formation et une expérience des plus mémorables
- la formation infanterie à Plön, où l’on marchera, tirera et suivra des cours de droit international.

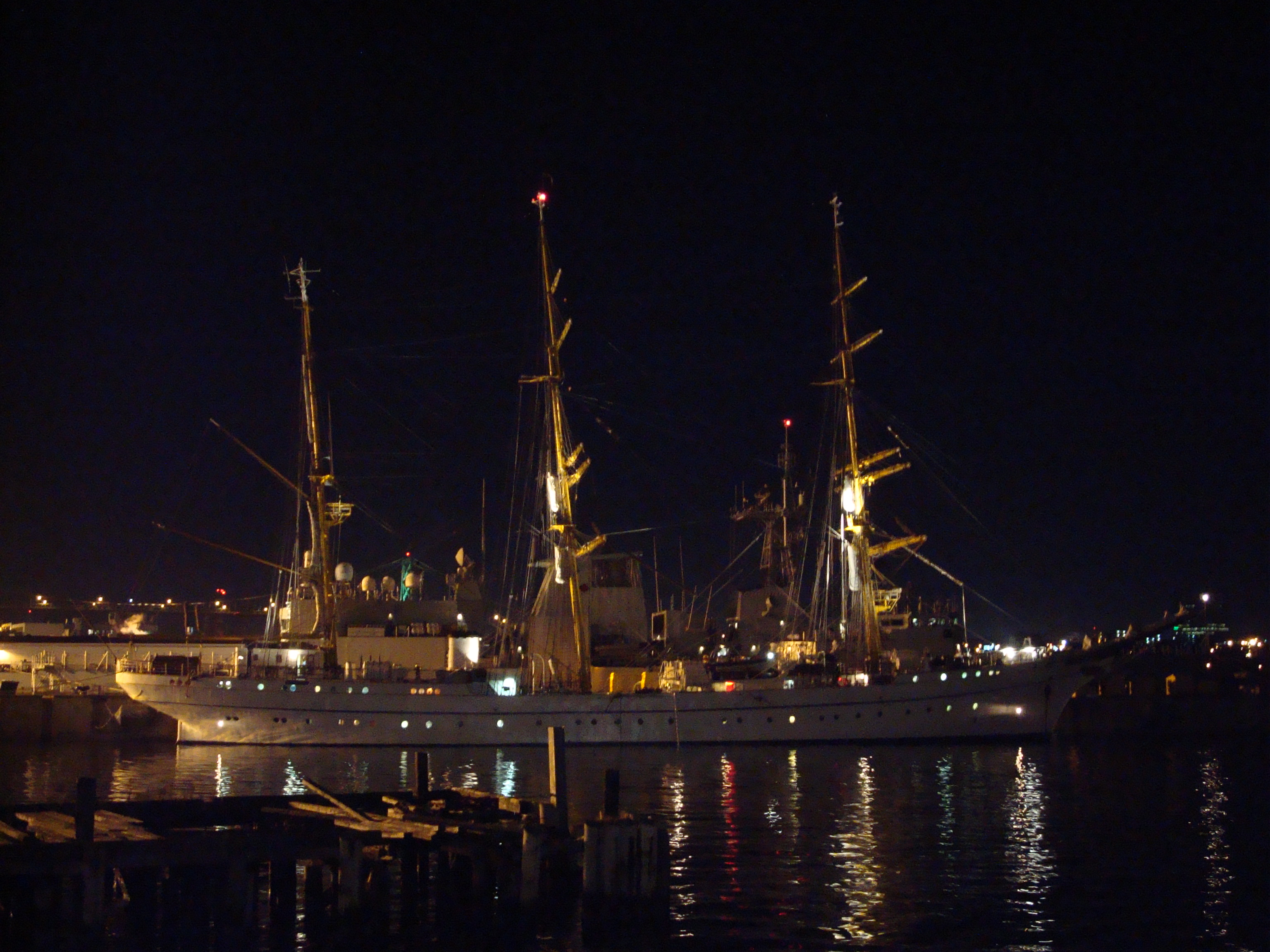
Le Gorch Fock II en escale à Halifax au Canada en 2007.

À partir de janvier commence le cours d’officier à la Marineschule, qui dure jusqu’en juin. Durant cette période, les élèves suivent des cours théoriques et pratiques de droit, histoire militaire, commandement, navigation, droit maritime et politique. Cette période est coupée par un embarquement pratique de 6 semaines dans la Flotte. Cet embarquement, EAV (Einsatz Ausbildung Verband), qui est le plus souvent un embarquement sur une frégate ou un pétrolier-ravitailleur, est l’occasion de découvrir la vie en mer et les bateaux gris et d’effectuer un voyage au large de l’Afrique.
Après cette formation basique d’officier, les élèves suivent une formation d’ingénieur dans une université de la Bundeswehr. Cette formation de 4 ans est sanctionnée par un Bachelor puis par un Master of Science. Les choix de formation pour les français sont :
- Maschinenbau (génie mécanique) à Hambourg
- Luft- und Raumfahrttechnik (techniques de l’air et de l’espace) à Munich
- Informatik à Munich
- Elektrotechnik (génie électronique) à Munich ou à Hambourg

Malgré leur éloignement de la France, les EFENA ne perdent pas pour autant le contact avec la marine française. Tout au long de la formation, ils gardent en effet un contact permanent avec l’École Navale via un officier chargé de ce lien à Brest, et surtout via l’Officier d’Échange français en poste à la Marineschule. Ils effectuent de plus chaque été des stages embarqués sur des bateaux français.
Après cette formation en Allemagne, les Officiers Élèves, devenus enseignes de vaisseau, sont recrutés sur titre à l’École navale en tant qu’officiers de carrière. Ils embarquent par la suite un an sur le GEAOM (Groupe École d’Application des Officiers de Marine : embarquement sur la Jeanne d’Arc) avant de rejoindre une école de spécialité afin de servir dans la flotte de surface, les commandos, l’aéronavale ou les sous-marins.